# شبنم سهرابی
شبنم سهرابی (۱۳۵۴ – ۶ دی ۱۳۸۸) یکی از کشته‌شدگان اعتراضات پس از انتخابات ریاست جمهوری ایران در ۱۳۸۸ بود. او مادری مجرد بود که خود و دخترش را سرپرستی می‌کرد. در جریان درگیری‌ها و اعتراضات روز عاشورای سال ۱۳۸۸ در تهران فیلمی از زیر گرفتن و قتل یک بانو توسط اتومبیل نیروی انتظامی منتشر شد که خودروی نیروی انتظامی چندین بار از روی او رد شد. فرمانده نیروی انتظامی، پس از بازتاب‌های گسترده این فیلم، ادعا کرد که خودروی پلیس ربوده شده بود.
پس از چند ماه، وبگاه رأی من کجاست؟ نوشت که نام بانویی که کشته شده، شبنم سهرابی بوده‌است. این وبگاه نوشت او ۳۴ سال داشته‌است و در روز حادثه، برای گرفتن نذری از منزلش در خیابان شادمان خارج شده و بازنگشته‌است. پیکر او ۲۰ روز بعد به خانواده‌اش تحویل داده‌شد. مراسم خاکسپاری سهرابی تحت تدابیر امنیتی شدید در قطعه ۸۶ بهشت زهرا برگزار شد. مادر سهرابی می‌گوید که برای عدم مصاحبه با رسانه‌ها تحت فشار نهادهای امنیتی قرار داشته‌است. او دربارهٔ واکنش نیروی انتظامی در رابطه با مرگ دخترش می‌گوید: «دخترم را با ماشین نیروی انتظامی زیر گرفته‌اند اما علت مرگش را نوشته‌اند برخورد با جسم سخت. می‌خواهم بدانم که آیا این جسم سخت اسمی ندارد؟»